# 三碘化铵
三碘化铵（Ammonium triiodide）是三碘陰離子和銨離子形成的鹽，化學式為NH4I3。它是暗蓝色的片状晶体，仅在潮湿空气中潮解。
它可由碘化铵和碘在水溶液中反应得到。
{\displaystyle {\ce {NH4I + I2 -> NH4I3}}}
三碘化铵是正交晶系的晶体，空间群Pnma，晶胞参数a=10.854, b=6.620, c=9.595。